# Терцољио (Бјела)
Терцољио је насеље у Италији у округу Бијела, региону Пијемонт.
Према процени из 2011. у насељу је живело 138 становника. Насеље се налази на надморској висини од 226 м.